# Кёркленд, Салли
Салли Кёркленд (англ. Sally Kirkland, род. 31 октября 1941) — американская актриса.
Мать будущей актрисы, также Салли Кёркленд, была редактором в журналах «Vogue» и «Life», а её крёстной — знаменитая актриса Шелли Уинтерс. Азы актёрского мастерства Кёркланд постигала у Ли Страсберга, а свободное время часто проводила в тусовке Энди Уорхола.
В 1962 году она начала актёрскую карьеру на театральных подмостках Нью-Йорка, а в 1968 году стала первой актрисой, появившейся обнажённой перед зрителями на театральной сцене. В 1970-х годах Кёркленд появилась в ряде популярных фильмов, таких как «Встреча двух сердец» (1973), «Афера» (1973), «Звезда родилась» (1976) и «Рядовой Бенджамин» (1980) и «Лучшие из лучших» (1989).
В 1987 году она была номинирована на «Оскар» за главную роль в фильме «Анна», и хотя премии киноакадемии она не получила, ей всё же достался «Золотой глобус». Актриса также появлялась и на телевидении, где у неё были роли в сериалах «Дни нашей жизни», «Она написала убийство» и «Простая жизнь».
Салли Кёркленд является министрантом в Церкви движения духовного внутреннего осознания, в свободное время рисует, даёт уроки йоги, а также преподаёт драму молодым актёрам.

## Награды
- Золотой глобус 1985 — «Лучшая актриса в драме» («Анна»)